# 2016 QC135
2016 QC135 est un objet transneptunien du groupe des cubewanos.

## Caractéristiques
2016 QC135 mesure environ 202 kilomètres de diamètre.